# Harald Dietl
Harald Dietl (Altenburg, 18 aprile 1933 – 11 aprile 2022) è stato un attore, doppiatore e giornalista tedesco.

## Biografia
Harald Dietl è cresciuto ad Augusta e Pforzheim come figlio di un tipografo.
Ha dapprima completato un apprendistato come tipografo, in seguito, lavorò come giornalista.

## Filmografia

### Cinema
- Die Frühreifen, regia di Josef von Báky (1957)
- Vier Mädels aus der Wachau, regia di Franz Antel (1957)
- … und keiner schämte sich, regia di Hans Schott-Schöbinger (1960)
- Dicke Luft, regia di Rolf von Sydow (1962)
- In Frankfurt sind die Nächte heiß, regia di Rolf Olsen (1966)
- Um Null Uhr schnappt die Falle zu, regia di Harald Philipp (1966)
- Le pornocoppie (Ehepaar sucht gleichgesinntes), regia di Franz Josef Gottlieb (1969)
- Das Ende vom Anfang, regia di Christian Görlitz (1981)
- Die Supernasen, regia di Dieter Pröttel (1983)

### Televisione
- Le avventure del barone Von Trenck (Die merkwürdige Lebensgeschichte des Friedrich Freiherrn von der Trenck), regia di Fritz Umgelter – miniserie TV (1972)
- Achtung Zoll! – serie TV (1980)
- Un caso per due (Ein Fall für zwei) – serie TV, episodio 3x06 (1983)
- Die Wannseekonferenz, regia di Heinz Schirk – film TV (1984)
- Io e il duce (Mussolini and I), regia di Alberto Negrin – Film TV (1985)
- Faber l'investigatore (Der Fahnder) – serie TV, episodio 2x13 (1988)
- Die Männer vom K3 – serie TV, 38 episodi (1988-2003)
- Meister Eder und sein Pumuckl – serie TV, episodi 2x18-2x22 (1989)
- Fabrik der Offiziere – serie TV, 4 episodi (1989)
- L'arca del dottor Bayer (Ein Heim für Tiere) – serie TV, episodio 7x03 (1991)
- Der Komödienstadel – serie TV, episodi 1x65-1x76-1x83 (1997-2005)

## Doppiaggio

### Film
- Roger Moore in Vento di tempesta, Desiderio nel sole
- Paul L. Smith in Popeye - Braccio di Ferro
- J.C. Quinn in La banda dei Rollerboys
- Richard Griffiths in Harry Potter e la pietra filosofale, Harry Potter e la camera dei segreti, Harry Potter e il prigioniero di Azkaban, Harry Potter e l'Ordine della Fenice, Harry Potter e i Doni della Morte - Parte 1
- Ronald Lee Ermey in Linea di sangue

### Film d'animazione
- Django in Ratatouille

### Serie TV
- Michael Greene in In viaggio nel tempo, Il ritorno di Missione impossibile